# عملية أحلام الأنابيب
"عملية أحلام الأنابيب" كانت تحقيقًا وطنيًا أمريكيًا في عام 2003 استهدف الشركات التي تبيع أدوات متعلقة بالمخدرات، بشكل رئيسي أنابيب الماريجوانا والبونغ، بموجب قانون نادر الاستخدام. نظرًا لتردد وكالات إنفاذ القانون الولائية في تخصيص الموارد للعملية، تم تقديم معظم القضايا في آيوا وبنسلفانيا، مستفيدين من القانون الذي يحظر استخدام "البريد الإلكتروني أو أي منشأة أخرى للتجارة بين الولايات لنقل أدوات المخدرات".
كان لدى عملية "أحلام الأنابيب" نتائج واسعة، حيث تمت مداهمة مئات الشركات والمنازل. تم تسمية 55 شخصًا في لوائح الاتهام واتهموا بتهمة التجارة في أدوات متعلقة بالمخدرات غير القانونية. وبينما تم تغريم 54 من الأفراد الذين تم توجيه الاتهامات إليهم وتم إلزامهم بالإقامة الجبرية في منازلهم، تم حكم بالسجن على الممثل تومي تشونج في 11 سبتمبر 2003، لمدة 9 أشهر في سجن فيدرالي، وتغريمه 20,000 دولار، ومصادرة 103,000 دولار من الأصول، وعام من الإشراف القضائي. تم اتهام تشونج بدوره في تمويل وتعزيز Chong Glass Works/Nice Dreams، الشركات المقرة في كاليفورنيا والتي أسسها ابنه باريس. على عكس معظم المحلات التي تبيع البونغز، كانت نايس دريمز متخصصة في بيع بونغز عالية الجودة كقطع فنية جمعية. كانت Chong Glass Works توظف 25 صانع زجاج تم دفعهم أجرًا بالساعة يبلغ 30 دولارًا (المعادلة لـ 48 دولارًا في عام 2022) لإنتاج 100 أنبوب يوميًا.
كان لدى نايس دريمز سياسة لرفض بيع البونغز في الولايات حيث كان يُنفذ القانون. قام عملاء فيدراليين، يتنكرون بأنهم أصحاب محلات السجائر، بالضغط على باريس تشونج لبيع الأنابيب لهم وتوصيلها عبر البريد إلى متجر وهمي في ضواحي بيتسبرغ بمدينة بيفر فولز، بنسلفانيا. عندما رفض باريس بشكل مستمر، ذهب العملاء إلى مكان العمل شخصياً وقاموا بطلب كمية ضخمة من البضائع التي لا توجد في المخزن. تم صنع البضائع ولكن لم يتم استلامها وظلت خاملة في المستودع بينما واصل عملاء الحكومة الفيدرالية الضغط على باريس لشحنها. لإخراج البضائع من مستودعه، أصبح عملاء إدارة مكافحة المخدرات موظفين في الشركة وشحنوا البضائع. في اتفاقية تسوية، وافق تشونج على الاعتراف بالذنب بتهمة واحدة بالتآمر على توزيع أدوات متعلقة بالمخدرات مقابل عدم متابعة القضايا القانونية ضد زوجته، شيلبي، وابنه، باريس. أقرت الادعاءات الفيدرالية أنها كانت أكثر صرامة تجاه تشونج بالانتقام مشيرة إلى أفلامه التي قللت من "جهود إنفاذ القانون لمكافحة تجارة واستخدام المخدرات" .
تقدر تكلفة عملية "أحلام الأنابيب" بأكثر من 12 مليون دولار، وشملت موارد 2000 ضابط إنفاذ قانون.